# María Begoña Contreras Olmedo
María Begoña Contreras Olmedo, née le 3 octobre 1959, est une femme politique espagnole membre du Parti populaire (PP).

## Biographie

### Vie privée
Elle est mariée et mère d'une fille et deux fils.

### Carrière politique
De 1995 à 1999 puis de 2003 à 2004, elle est adjointe au maire de Burgos.
Le 14 mars 2004, elle est élue sénatrice pour Burgos au Sénat et réélue en 2008, 2011, 2015 et 2016.